# Maki F102A
Chronologie des modèles (1976)
Maki F101C Aucun
La Maki F102A est la dernière monoplace de Formule 1 construite par Maki Engineering Racing Team. Elle est conçue par Masao Ono afin de courir le Grand Prix automobile du Japon 1976 avec Tony Trimmer.

## Caractéristiques techniques
La F102A est toujours conçue par Masao Ono qui a entretemps quitté Maki pour rejoindre Kojima Engineering. La F102A se montre assez étrange dans ses formes. Il s'agit d'une kit-car, un châssis monocoque en aluminium mû par un moteur V8 Ford Cosworth DFV. Si la Maki F101 était trop lourde, la F102A, trop légère, manque singulièrement de motricité.

## Historique
La monoplace est engagée pour son Grand Prix national en 1976. Tony Trimmer boucle son tour de qualification en 1 min 30 s 91 quand Mario Andretti établit la pole position en 1 min 12 s 77. À la suite de cette nouvelle déconvenue, l'équipe se retire définitivement de la Formule 1.

## Résultats en championnat du monde
| Saison | Écurie           | Châssis    | Moteur               | Pneumatiques | Pilotes      | Courses | Courses | Courses | Courses | Courses | Courses | Courses | Courses | Courses | Courses | Courses | Courses | Courses | Courses | Courses | Courses | Points inscrits | Classement |
| Saison | Écurie           | Châssis    | Moteur               | Pneumatiques | Pilotes      | 1       | 2       | 3       | 4       | 5       | 6       | 7       | 8       | 9       | 10      | 11      | 12      | 13      | 14      | 15      | 16      | Points inscrits | Classement |
| ------ | ---------------- | ---------- | -------------------- | ------------ | ------------ | ------- | ------- | ------- | ------- | ------- | ------- | ------- | ------- | ------- | ------- | ------- | ------- | ------- | ------- | ------- | ------- | --------------- | ---------- |
| 1976   | Maki Engineering | Maki F102A | Ford-Cosworth DFV V8 | Goodyear     |              | BRÉ     | AFS     | USO     | ESP     | BEL     | MON     | SU      | FRA     | GBR     | ALL     | AUT     | P-B     | ITA     | CAN     | USE     | JAP     | 0               | Non classé |
| 1976   | Maki Engineering | Maki F102A | Ford-Cosworth DFV V8 | Goodyear     | Tony Trimmer |         |         |         |         |         |         |         |         |         |         |         |         |         |         |         | Nq      | 0               | Non classé |